# Bohemian Rhapsody
"Bohemian Rhapsody" é uma canção composta em 1975 por Freddie Mercury, integrante da banda britânica Queen e incluída no seu álbum A Night at the Opera. Esta canção não possui refrão. Nela, Freddie Mercury, Roger Taylor e Brian May cantam respectivamente nas tessituras média, aguda e grave. May toca a guitarra, Taylor toca bateria, tímpano e gongo, e John Deacon toca o baixo elétrico.
A música tem 5 segmentos. Primeiro, começa com uma introdução com vocais de Mercury em harmonia, acompanhado de piano. Em seguida, uma balada que termina com um solo de guitarra do guitarrista Brian May. Depois do solo começa uma seção de ópera totalmente composta por Freddie Mercury, porém, diferentemente dos vocais do início da canção, que foram somente cantados por Mercury, a ópera também conta com a participação das vozes do guitarrista e baterista. Depois da ópera, começa a parte de "hard rock", que então se encerra com mais uma balada lenta.
Freddie Mercury compôs toda a letra, o instrumental, a ópera e quase a música toda. Tal fato evidenciou o grande poder de composição do vocalista, que graças ao seu trabalho, especialmente com Bohemian Rhapsody, é considerado um dos grandes compositores do Rock e da Música em geral.
Quando foi lançada como single, "Bohemian Rhapsody", mesmo desacreditada por grandes executivos da indústria musical, se tornou um sucesso comercial, ficando no topo da UK Singles Chart por nove semanas e vendendo mais de um milhão de cópias até o fim de janeiro de 1976. Ela alcançou o topo das listas em diversos outros mercados, incluindo Canadá, Austrália, Nova Zelândia, Irlanda e Holanda.
O single foi acompanhado de um vídeo promocional, inovador para a época, que além de ser considerado por muitos um dos primeiros vídeos promocionais do tipo já feitos, também popularizou o uso de videoclipes para lançamento de singles, além de ter sido considerado o marco inicial da “era da MTV”. Apesar de a reação crítica ter sido inicialmente dividida, particularmente nos Estados Unidos, "Bohemian Rhapsody" continua sendo uma das músicas mais populares do Queen. A revista Rolling Stone a colocou na 166.° posição da sua lista The 500 Greatest Songs of All Time e considerou o seu solo de guitarra como o 20.° melhor solo de todos os tempos. Após quase 11 anos de publicação no Youtube, seu videoclipe chega a 1 bilhão de visualizações, sendo a primeira música antes da década de 90 a alcançar essa marca. Para comemorar a ocasião, uma versão remasterizada do clipe está disponível no canal do YouTube da banda.

## História e gravação

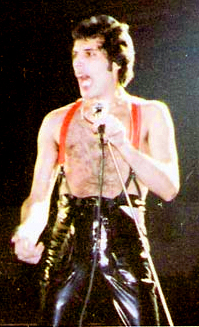
Freddie Mercury durante um show em 1979.

Freddie Mercury escreveu a maior parte de "Bohemian Rhapsody" em sua casa, em Holland Road, Kensington, no oeste de Londres. O produtor da música, Roy Thomas Baker, relatou como Mercury tocou para ele o início do trecho da balada: "Ele tocou o início no piano, e então parou e disse: "É aqui que a parte da ópera começa!' E então fomos jantar". O guitarrista Brian May disse que a banda considerou o projeto de Mercury para a música "intrigante e original, e que merecia ser trabalhado." Grande parte do material do Queen, de acordo com May, era escrito no estúdio, mas essa música já "estava na mente de Freddie" antes de eles começarem. A musicóloga Sheila Whiteley sugeriu que "o título se baseia fortemente na ideologia do rock contemporâneo, no individualismo do mundo boêmio do artista, com a rapsódia afirmando os ideais românticos do art rock." Comentando sobre o seu boemismo, Judith Peraino disse que "Mercury queria... [que essa música] fosse uma zombaria, algo fora do normal nas músicas de rock, e ela realmente segue uma certa lógica operística: coros de muitas vozes se alternam em solos melódicos, as emoções são excessivas, e o enredo é confuso".
De acordo com Chris Smith (um pianista amigo de Mercury), Mercury começou a desenvolver "Bohemian Rhapsody" no fim da década de 1960. Mercury costumava tocar no piano partes de músicas que ele estava escrevendo. Uma de suas peças, conhecida como "The Cowboy Song", continha letras que acabaram na versão completa que foi produzida anos depois, em 1975, especificamente "Mama... just killed a man."
As gravações começaram no Rockfield Studios, próximo de Monmouth, em 24 de agosto de 1975, depois de três semanas de ensaio em Herefordshire. Durante a produção da música, foram usados outros quatro estúdios (Roundhouse, SARM, Scorpion e Wessex). De acordo com alguns membros da banda, Mercury preparou a música mentalmente em antecedência e dirigiu a banda durante a produção. Mercury usou um piano Bechstein, no qual ele tocou no vídeo promocional e no tour pelo Reino Unido. Devido à natureza elaborada da música, ela foi gravada em várias partes e a junção foi realizada usando a batida da bateria, para manter todas as faixas sincronizadas.
May, Mercury e Taylor alegadamente cantaram as suas partes vocais continuamente de 10 a 12 horas por dia. Toda a peça demorou três semanas para ser gravada e algumas seções exigiram 180 overdubs separados. Já que os estúdios da época ofereciam fitas analógicas com apenas 24 canais, foi necessário que os três gravassem a si mesmos muitas vezes e então juntassem tudo em sucessivas submixagens. No fim, foram usadas fitas de até oitava geração. As várias seções de fita contendo as submixagens desejadas tiveram que ser cortadas com gilete e então montadas na sequência correta usando fita adesiva. Foi o single mais caro já produzido e uma das gravações mais elaboradas na história da música popular.

## Composição e análise
A música consiste de seis partes: introdução, balada, solo de guitarra, ópera, hard rock e conclusão. Este formato, com mudanças abruptas de estilo, tom e andamento, era incomum em músicas de rock. Uma versão embriônica desse estilo já havia sido utilizada pela banda em "My Fairy King" e "The March of the Black Queen".

### Introdução (0:00–0:49)
A música começa com um coral a capella em quatro partes em si bemol maior - realizado com gravações em multicanais inteiramente de Mercury, apesar de o vídeo mostrar os quatro membros cantando esta parte. A letra questiona se a vida é "real" ou "apenas fantasia" antes de concluir que "não pode haver escapatória da realidade".
Após 14 segundos, o piano entra e a voz de Mercury se alterna com outras partes vocais. O narrador se apresenta como "apenas um pobre garoto", mas declara que "não precisa de compaixão" porque ele "vem fácil, vai fácil"; um efeito cromático em "vem fácil, vai fácil" destaca a atmosfera onírica. O fim desta parte é marcado pela entrada do baixo e a familiar parte do piano em si bemol maior.

### Balada (0:49–2:36)
O piano começa a parte em si bemol maior junto com a entrada do baixo de Deacon, marcando o início dessa parte. Depois de ser tocada duas vezes, a voz de Mercury entra. Durante o curso da seção, os vocais evoluem de uma harmonia suavemente cantada para uma apaixonada performance solo de Mercury. O narrador explica para sua mãe que ele havia "acabado de matar um homem" com "uma arma contra sua cabeça" e, ao fazê-lo, jogou sua vida fora. Essa seção "confessional", comentou Whiteley, é uma "afirmativa da carinhosa e vivificante força do feminino e da necessidade de absolvição." A linha cromática do baixo faz uma modulação para mi bemol maior, o que sustenta o clima de desespero. É nessa altura (1:19) que a bateria de Taylor entra (apresentando o ritmo 1-1-2 de "We Will Rock You" em formato de balada) e o narrador faz a segunda de diversas invocações por sua mãe no novo tom, reutilizando o tema original. O narrador explica o seu arrependimento por "fazê-la chorar" e pede à sua mãe que "siga em frente como se nada importasse" para ele. Uma breve variação descendente do piano conecta com duas repetições da parte em si bemol maior, introduzindo o segundo verso.
Enquanto a balada prossegue em seu segundo verso, o narrador mostra quão cansado e abatido ele está por suas ações (enquanto May entra na guitarra e imita a tessitura superior do piano aos 1:50). May imita outro objeto de percussão (uma bell tree) durante a linha "sends shivers down my spine" ("causa arrepios na espinha"). O narrador dá adeus ao mundo, anunciando que ele "tem que ir" e se prepara para "encarar a verdade", admitindo "Eu não quero morrer / Às vezes, eu gostaria de nem ter nascido". Nesse momento, começa o solo de guitarra, que eventualmente passa por uma modulação com uma rápida série de notas descendentes, que levam a tonalidade para lá maior, marcando o início da seção "ópera".

### Solo de guitarra (2:36–3:03)
Enquanto Mercury canta a linha ascendente "Às vezes, eu gostaria de nem ter nascido ", o volume de som aumenta, chegando ao solo de guitarra tocado e composto por May, que serve como uma ponte entre a balada e a ópera. A intensidade continua a crescer, mas assim que a nova tonalidade é estabelecida a banda emudece abruptamente aos 3:03, exceto pelo piano.
O produtor Baker lembrou que o solo de May foi feito em apenas uma faixa, ao invés de gravar faixas múltiplas. May afirmou que queria compor "uma pequena melodia que seria uma contrapartida da melodia principal; eu não queria apenas tocar a melodia". O guitarrista disse que seu melhor material provém dessa forma de trabalho, na qual ele pensa na melodia antes de tocá-la: "os dedos tendem a ser previsíveis, a não ser que estejam sendo controlados pelo cérebro."

### Ópera (3:03–4:07)
Uma rápida série de mudanças rítmicas e harmônicas introduzem uma seção intermédia pseudo-operística, que contém a maior parte dos elaborados vocais, representando a descida do narrador ao inferno. Apesar de o pulso básico da música ser mantido, a dinâmica varia muito de compasso para compasso, desde apenas a voz de Mercury acompanhada pelo piano, até um coro de várias vozes apoiados pela bateria, baixo, piano e tímpano. De acordo com Roger Taylor, a sua voz combinada com as de May e Mercury criou um amplo alcance vocal: "Brian podia alcançar notas muito baixas, Freddie tinha uma voz poderosa nas notas médias e eu era bom com as notas altas." A banda quis criar "uma parede de som, que começa baixa e vai até o alto." A banda usou o efeito de sinos para as expressões "Magnifico" e "Let me go". Além disso, em "Let me go", Taylor, cantando a parte mais alta, continua por um tempo, após o "coro" ter parado de cantar.
Referências líricas nesta passagem incluem Scaramouche, o fandango, Galileo Galilei, o Figaro, e Bismillah, enquanto facções rivais lutam pela alma do narrador. Peraino chamou a sequência tanto de "um julgamento em quadrinhos" e "um rito de passagem... um coro acusa, outro defende, enquanto o herói se apresenta a si mesmo como pacífico e astuto." A introdução da música é lembrada em "I'm just a poor boy, nobody loves me". A seção conclui com um tratamento completo de coral na frase "Beelzebub has a devil put aside for me!", num bloco em si bemol maior. Usando a tecnologia de 24 faixas disponível na época, a seção "ópera" demorou cerca de três semanas para ser finalizada.

### Hard rock/Heavy metal (4:07–4:56)
A seção operística leva a um agressivo interlúdio musical hard rock/heavy metal, com um riff de guitarra escrito por Mercury. Aos 4:15, Mercury canta palavras raivosas dirigidas a um "você" não especificado, acusando-o(a) de traição e abuso, e insistindo que ele(a) "não pode fazer isso comigo" - o que poderia ser interpretado como um flashback para certos eventos que levaram à seção de balada ("acabei de matar um homem"). A guitarra toca três passagens ascendentes e Mercury novamente executa uma parte em si bemol maior, enquanto a música se aproxima do final com um ritardando.

### Conclusão (4:56–5:55)
Depois de May tocar algumas notas, a música retorna ao tempo e forma da introdução, inicialmente em mi bemol maior, antes de rapidamente mudar para dó menor, e logo entra em uma série de modulações curtas, voltando ao dó menor em tempo para a seção "nothing really matters" final. Uma guitarra acompanha o coro "ooh, ooh yeah, ooh yeah". Uma melodia é tocada por um amplificador criado por John Deacon, carinhosamente apelidado de "Deacy Amp". A linha de Mercury "Nothing really matters..." aparece novamente, "embalado por leves arpejos de piano, sugerindo tanto a resignação (tonalidades menores) quanto um novo sentido de liberdade no amplo leque vocal." Depois que a linha "nothing really matters" é repetida várias vezes, a música finalmente acaba em mi bemol maior. A última parte da letra, cantada calmamente, "Any way the wind blows" é seguida pela batida de um gongo, que marca o fim da música.

## Contexto
O jornal The New York Times comentou que "a característica mais distintiva da música é a letra fatalista". Mercury se recusou a explicar a sua composição, dizendo apenas que se tratava de relacionamentos; a banda ainda protege o segredo da música. Brian May apóia sugestões de que a música possui referências veladas a traumas pessoais de Mercury, relembrando que "Freddie era uma pessoa muito complexa: irreverente e engraçada no exterior, mas escondia inseguranças e problemas com sua vida e sua infância. Ele nunca explicou a letra, mas eu acho que ele colocou muito de si mesmo naquela música." May diz, entretanto, que a banda concordou que o ponto central da letra era um problema íntimo do compositor. Em um documentário da BBC Three sobre o making of de "Bohemian Rhapsody", Roger Taylor afirmou que o verdadeiro significado da música é "bastante auto-explicativo, apenas com um pouco de nonsense no meio".

É uma daquelas músicas que possui um sentimento de fantasia. Eu acho que as pessoas deveriam apenas ouví-la, pensar sobre ela, e então refletir sobre o que ela tenta lhes dizer... "Bohemian Rhapsody" não surgiu do nada. Eu pesquisei um pouco, apesar de ser uma brincadeira que zomba da ópera. Por quê não?

—Freddie Mercury
Entretanto, quando a banda lançou seu cassette Greatest Hits no Irã, um folheto em Persa foi incluído com tradução e explicações (referenciando um livro publicado no Irã, chamado "The March of the Black Queen" de Sarah Sefati e Farhad Arkani, o qual incluía uma trajetória completa da banda e letras completas com tradução para o persa). Na explicação, Queen diz que "Bohemian Rhapsody" fala sobre um jovem homem que acidentalmente matou alguém e, como Fausto, vendeu a sua alma ao diabo. Na noite anterior à sua execução, ele chama pelo Deus dos Mulçulmanos, "Bismillah". Com a ajuda de anjos, recupera a sua alma de Shaitan.
Apesar disso, críticas, tanto jornalísticas quanto acadêmicas, especularam sobre o significado por trás da letra da música. Alguns acreditam que ela descreve um assassino-suicida atormentado por demônios ou retrata eventos que precedem uma execução. Essa última explicação aponta, como uma provável inspiração, para o romance de Albert Camus, O Estrangeiro, no qual um jovem confessa um assassinato por impulso e tem uma epifania antes de ser executado. Outros acreditam que a letra foi escrita apenas para se encaixar na música e que não possui significado; Kenny Everett citou Mercury afirmando que a letra era apenas um "nonsense aleatório e com rimas". Mesmo assim, outros interpretaram a letra como uma maneira de Mercury enfrentar seus problemas pessoais.

## Lançamento
Quando a banda quis lançar o "single" em 1975, vários executivos sugeriram que, com 5 minutos e 55 segundos, a música era longa demais e nunca se tornaria um "hit". De acordo com o produtor Roy Thomas Baker, ele e a banda contornaram essa decisão corporativa ao tocar a música para o DJ da Capital Radio, Kenny Everett: "nós tínhamos uma versão completa, mas dissemos que ele só podia recebê-la se prometesse não tocá-la. 'Eu não vou tocar', ele disse, piscando o olho". Seu plano funcionou - Everett provocou seus ouvintes ao tocar apenas partes da música. A demanda da audiência se intensificou quando Everett tocou a música inteira em seu "show" 14 vezes em dois dias. Hordas de fãs tentaram comprar o "single" na segunda-feira seguinte, apenas para serem informados pelas lojas de discos que ele não havia sido lançado. No mesmo fim de semana, Paul Drew, que dirigia as estações RKO nos Estados Unidos, ouviu a música no "show" de Everett, em Londres. Drew conseguiu uma cópia da fita e começou a tocá-la nos EUA. Em uma entrevista com a Sound on Sound, Baker refletiu que "foi uma situação estranha onde rádios de ambos os lados do Atlântico estavam quebrando recordes com uma música que as empresas disseram que não seria tocada!" Eventualmente, o "single" sem edições foi lançado, com "I'm in Love with My Car" no Lado B.
A música se tornou a número um do Natal de 1975 nas paradas do Reino Unido, mantendo a posição por nove semanas. "Bohemian Rhapsody" foi a primeira música a alcançar a primeira posição duas vezes com a mesma versão e também foi o único "single" a ter sido número um de Natal no Reino Unido duas vezes com a mesma versão. A segunda vez foi no seu relançamento (junto com "These Are the Days of Our Lives") em 1991, logo após a morte de Mercury, ficando no primeiro lugar por cinco semanas.
Nos Estados Unidos, o single foi um sucesso (apesar de numa escala menor do que no Reino Unido). O single original, lançado no início de 1976, alcançou a nona posição na Billboard Hot 100, enquanto que no relançamento em 1992 (programado para sair junto ao filme no qual aparecia, Wayne's World) alcançou a segunda posição. Em uma entrevista retrospectiva, Anthony DeCurtis, da revista Rolling Stone, explicou a performance inicial relativamente fraca da música nos EUA, dizendo que era "um excelente exemplo do tipo de coisa que não se dá muito bem na América". Sua longa permanência nas paradas, 24 semanas, resultou em ser listada como 18° dentre os maiores hits de 1976 - mais alto do que alguns singles que alcançaram número 1 no mesmo ano. O single também recebeu disco de ouro por vender mais de um milhão de cópias nos EUA. Com o público canadense o single se saiu melhor, alcançando a primeira posição nas paradas nacionais em 1 de maio de 1976.

## Vídeo promocional

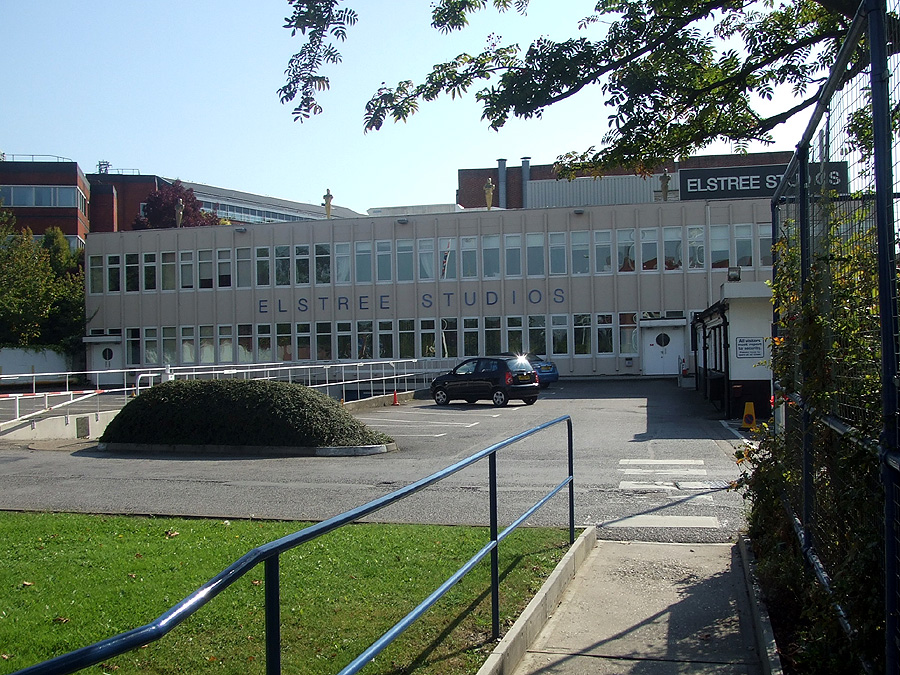
Vista do frontal do Elstree Studios.

Apesar de alguns artistas terem feito antes videoclipes para acompanhar músicas (incluindo o próprio Queen; por exemplo, "Keep Yourself Alive", "Seven Seas of Rhye", "Killer Queen" e "Liar" já tinham propagandas populares), só depois do sucesso de "Bohemian Rhapsody" é que a produção de vídeos promocionais para singles se tornou uma prática regular da indústria da música. Esses vídeos podiam ser mostrados em shows na TV, como o Top of the Pops da BBC, sem a necessidade do artista aparecer pessoalmente. Um vídeo promocional também permitia que o artista tivesse sua música transmitida e acompanhada por um visual de sua escolha, ao invés de dançarinos, já que poderia ficar estranho dançar numa música tão complexa. O vídeo tem sido reconhecido como o lançamento da era da MTV.
A banda foi contratada pela empresa Trilion, que fornecia cobertura de esportes para a ITV. Um de seus caminhões foi alugado e enviado ao Elstree Studios, onde a banda estava ensaiando para seu tour. O vídeo foi dirigido por Bruce Gowers, que também dirigiu um vídeo da apresentação da banda em 1974 no Rainbow Theatre, Londres, e foi gravado pelo cameraman Barry Dodd e o assistente Jim McCutcheon. O vídeo foi gravado em apenas quatro horas, em 10 de novembro de 1975, e custou £4,500. O diretor disse que toda a banda estava envolvida na discussão do vídeo e do resultado final, embora houvesse apenas um líder.
O vídeo inicia com uma imagem dos quatro membros da banda na penumbra, enquanto cantam a parte a capella. As luzes se apagam, e a imagem muda para close-ups de Freddie. A composição da imagem é a mesma da capa do seu segundo álbum, Queen II. A foto, inspirada em uma fotografia da atriz Marlene Dietrich, era a imagem favorita da banda. O vídeo então muda para a banda tocando seus instrumentos. Na seção operística o cenário volta às posições do "Queen II", depois do que eles retornam ao palco durante a parte de rock.
Todos os efeitos especiais foram realizados durante a gravação, e não por edição. O efeito visual do rosto de Mercury aparecendo em cascata (durante a linha ecoada "go") foi realizada ao apontar a câmera para um monitor, dando feedback visual, um brilho semelhante ao feedback de áudio. O efeito de "colméia" foi criado usando uma lente modificada. O vídeo foi editado em cinco horas, pois deveria ser transmitido na mesma semana em que foi gravado. Foi enviado para a BBC assim que terminado, e transmitido pela primeira vez em Top of the Pops, em novembro de 1975. Depois de algumas semanas em primeiro lugar, foi criada uma versão editada. As diferenças mais óbvias são as chamas sobrepostas e diversos ângulos de câmera alterados.

## Reação da crítica, aclamação e legado

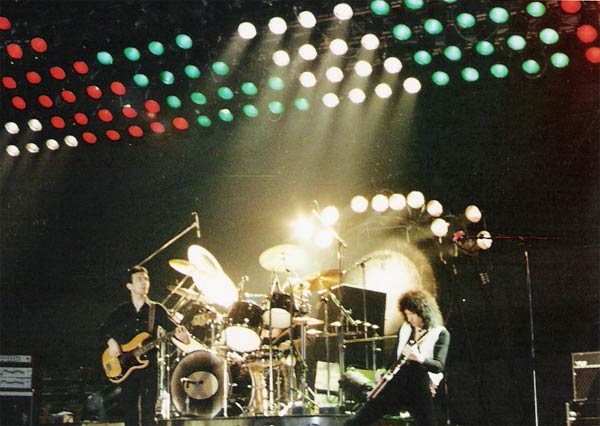
A banda durante um show na cidade alemã de Hanôver em 1979.

Apesar de ter se tornado uma das mais reverenciadas músicas na história da música popular, algumas reações críticas iniciais foram fracas. Mesmo assim, a música recebeu numerosos prêmios, e tem sido parodiada e interpretada por muitos artistas. Em 1977, apenas dois anos depois de seu lançamento, a British Phonographic Industry nomeou "Bohemian Rhapsody" como o melhor single britânico no período de 1952-1977. O single está regularmente presente em enquetes de "melhores músicas" e foi nomeada pelo Guinness Book of Records como o melhor single britânico de todos os tempos. Em 2004, a revista Rolling Stone colocou a música em centésimo sexagésimo sexto lugar na sua lista "The 500 Greatest Songs of All Time". A música também está listada na "Rock and Roll Hall of Fame's 500 Songs that Shaped Rock and Roll".
A música alcançou décimo lugar na enquete da BBC World Service, para encontrar a canção favorita em todo o mundo. Em 2000, ela ficou em segundo lugar, atrás de "Imagine" de John Lennon, na enquete do Channel 4 sobre "The Best Number 1s". Ela tem estado nas cinco primeiras posições do anual "All-time Top 100 Singles" holandês desde 1977, alcançando a primeira posição em oito ocasiões, mais do que qualquer outro artista. Em 1999, a enquete anual "Top 2000" começou a procurar as melhores músicas já criadas e "Bohemian Rhapsody" tem sido a número um em todos os anos, com exceção de 2005 e 2010.
Em 2004, a música foi incluída no Grammy Hall of Fame. Até 2004, "Bohemian Rhapsody" foi a segunda canção mais tocada na rádio britânica, em clubes e em jukeboxes coletivos. A BBC Radio 2 revelou, no aniversário de 50 anos da UK Charts, numa lista das 100 maiores músicas, que "Bohemian Rhapsody" foi a música mais tocada desde o lançamento da rádio, seguida de Imagine de John Lennon e Hey Jude dos Beatles. Em 2004, a BBC Three apresentou a música como parte de sua série de documentários "The Story of...", dedicado a músicas específicas. Transmitido pela primeira vez em dezembro de 2004, o programa mostrou a história da música, discutiu suas credenciais, e levou Roger Taylor e Brian May de volta a um dos estúdios no qual a música foi gravada.

## Outras versões
Em 1992, a canção foi cantada pelo cantor britânico Elton John e por Axl Rose no concerto de tributo a Freddie Mercury, The Freddie Mercury Tribute Concert. Em 1997, foi gravada por Montserrat Caballe e por Bruce Dickinson para o álbum Friends For Life. Em 2009, os The Muppets gravaram e lançaram digitalmente como single uma versão da música com um toque infantil. Também foi feito um vídeo musical do single, dirigido por Kirk Thatcher. No mesmo ano, a cantora Pink cantou a canção na paragem da digressão Funhouse Tour na Austrália. No ano seguinte, o elenco da série de televisão americana Glee fez uma versão no episódio "Journey". Em 2011, Christina Aguilera, Cee Lo Green, Adam Levine e Blake Shelton fizeram uma versão no reality show The Voice. Mais tarde, a versão foi utilizada no comercial de lançamento do carro Volkswagen Fox Rock in Rio.
Em 2015, The Forest Rangers, The White Buffalo, Billy Valentine & Franky Perez gravaram uma versão para o primeiro episódio da sétima temporada do seriado Sons of Anarchy. Em 2016, a banda norte-americana Panic! At the Disco gravou um cover, que foi usado na promoção do filme Esquadrão Suicida e esteve presente em sua trilha sonora. Em 2017, o grupo a capella Pentatonix (PTX) fez uma versão apenas com vozes. Em 2019, a canção foi cantada pelo cantor japonês Kiyoshi Hikawa, inteiramente no idioma japonês, em seu concerto Kiyoshi Kono Yoru Volume 19. A versão em japonês foi escrita pela autora e poetisa Reiko Yukawa. Essa versão é incluída no mais recente CD de Hikawa Papillon - Bohemian Rhapsody -, lançada em 9 de junho de 2020. Hikawa, inclusive, lançou seu single digital com essa música no aniversário de Freddie Mercury, 5 de setembro de 2020, nas plataformas digitais do Japão.

## Desempenho nas paradas musicais
"Bohemian Rhapsody" conseguiu sempre bons lugares nas paradas musicais. A canção atingiu a primeira posição da tabela musical britânica UK Singles Chart em 1975. No ano seguinte, alcançou a mesma posição em três países: Canadá, Nova Zelândia e Países Baixos, e se posicionou nas dez melhores colocações da tabela americana Billboard Hot 100. Em 1992, ano após a morte de Freddie Mercury, a música re-entrou na tabela dos Estados Unidos e alcançou uma melhor posição, a segunda.
| País - Parada musical (1975/1976)   | Melhor posição |
| ----------------------------------- | -------------- |
| Canadá - RPM Top Singles            | 1              |
| Estados Unidos - Billboard Hot 100  | 9              |
| Nova Zelândia - RIANZ               | 1              |
| Países Baixos - Mega Single Top 100 | 1              |
| Reino Unido - UK Singles Chart      | 1              |

| País - Parada musical (1992)       | Melhor posição |
| ---------------------------------- | -------------- |
| Estados Unidos - Billboard Hot 100 | 2              |

| País - Parada musical (2018)       | Melhor posição |
| ---------------------------------- | -------------- |
| Estados Unidos - Billboard Hot 100 | 33             |

## Spotify
Em dezembro de 2022, Bohemian Rhapsody ultrapassou os dois mil milhões de escutas no Spotify, tornando-se na canção do século XX mais ouvida na plataforma. ‘Bohemian Rhapsody’ ocupa em 2022 a 24ª posição na tabela das canções mais ouvidas no Spotify, que é liderada por ‘Shape of You’, de Ed Sheeran.

## Comentários do Queen sobre osingle
| “                 | Vou quebrar algumas ilusões - foi apenas uma dessas músicas que escrevi para o álbum: só escrevi minha porção de músicas. No início eu quase a rejeitei, mas então ela cresceu. Nós começamos a decidir sobre o single apenas depois. Havia algumas outras - pensávamos na "The Prophets Song" em certo ponto - mas então "Bohemian Rhapsody" pareceu ser a escolhida. Houve uma época que os outros quiseram abreviá-la um pouco, mas eu recusei. Se fosse ser lançada, seria por completo. Nós sabíamos que seria muito arriscado, mas tínhamos muita confiança na canção - pelo menos eu tinha. Eu senti, apesar de tudo, que se fosse um sucesso ela ganharia muito respeito. Pessoas diziam "Você está brincando, eles nunca a tocarão, você só ouvirá seus primeiros compassos e então ela se apagará." Eram muitos versos. A EMI ficou chocada - "um single de 6 minutos? Vocês devem estar brincando!" O mesmo aconteceu na América - "Oh, vocês deram sorte no Reino Unido." | ” |
| — Freddie Mercury | |   |

| “             | Quando terminamos o álbum, o "Night at the Opera", essa foi a música que achamos que seria o primeiro single na Inglaterra. E quando lançamos na Inglaterra nós não necessariamente pensamos que seria lançado na América, porque sabemos que mesmo por aqui, sabe, o gosto da AM é muito mais estrito. Mesmo assim, tivemos dúvidas mesmo na Inglaterra, talvez devêssemos editá-la um pouco, mas a escutamos repetidamente e não havia como editar. Tentamos algumas ideias, mas se você editasse sempre perdia alguma parte da música, então tivemos que deixar tudo lá. E por sorte deu tudo certo. | ” |
| — John Deacon | |   |

## Créditos
Créditos adaptados do encarte do álbum A Night at the Opera.
- Freddie Mercury: vocais principais, piano, composição, co-produção
- Brian May: guitarra, vocais de apoio, co-produção
- John Deacon: baixo elétrico, co-produção
- Roger Taylor: bateria, tímpano, gongo, vocais de apoio, co-produção
- Roy Thomas Baker: produção